# 霍科艾蒂克
霍科艾蒂克（西班牙語：Jocoaitique），是薩爾瓦多的城鎮，位於該國東北部，由莫拉桑省負責管轄，面積51.85平方公里，海拔高度510米，2007年人口2,877，人口密度每平方公里55.49人。
13°53′N 88°8′W / 13.883°N 88.133°W